# Anne Smith (peintre)
Pour les articles homonymes, voir Anne Smith (homonymie) et Smith.
Anne Smith, née le 11 octobre 1959 à Londres, est une peintre française, qui vit et travaille en Bretagne.
Réputée pour ses œuvres sur les thèmes des cargos, paysages industriels et ports, elle pratique principalement la peinture acrylique en extérieur, à partir de techniques innovantes.
Ses tableaux ont été acquis par de grandes compagnies maritimes, la ville de Brest pour orner sa salle d'honneur, la Fondation d'Art Contemporain de la Société des auteurs, compositeurs et éditeurs de musique...
Anne Smith est nommée Peintre officiel de la Marine en 2005. Elle collabore régulièrement avec Géo (magazine).

## Biographie
Née anglaise, Anne Smith acquiert sa formation de peintre à l'université "Ravensbourne College of Art and Design" de Londres. Elle s'établit en France en 1988. Brestoise et passionnée par les sites industriels et le monde de la marine, elle rêve d'accéder aux arsenaux, aux bateaux, aux sémaphores... Elle décide alors de changer de nationalité et de postuler pour être peintre de la Marine, un statut qui allait lui ouvrir toutes ces portes. Anne Smith devient française en 2003 et est nommée Peintre officiel de la Marine deux ans plus tard. Elle est la  troisième femme à faire partie du prestigieux corps des Peintres Officiels de la Marine. Son premier embarquement est un sous-marin (un choix pour Anne Smith qui souffre du mal de mer). Mais très vite elle décide d'aller sur d'autres bateaux. Elle passera ainsi six mois à bord de l'Étoile (une goélette paimpolaise), en 2016. Elle fait partie intégrante de l'équipage, participant aux manœuvres, assurant les quarts de nuit, etc. Elle est par ailleurs officier de marine. Elle réalise à bord 80 tableaux et fera le récit de ce périple de Brest à l'Arctique dans un livre : "L'Etoile au soleil de minuit.
C'est à la Gacilly qu'elle a installé son atelier. Anne Smith est également sculpteur. L'artiste expose régulièrement et réunit ses chroniques maritimes dans des livres.

### Repères
- 1959 : naissance, le 11 octobre, à Londres.
- formation de peintre à l'université Ravensbourne College of Art and Design de Londres.
- 1988 : installation en France, dans le Finistère.
- 2003 : opte pour la nationalité française. Médaille de bronze au 38e Salon de la Marine.
- 2005 : médaille de bronze au 39e Salon de la Marine. Nommée Peintre officiel de la Marine[4], Anne Smith est la troisième femme, en trois siècles, à intégrer le corps des Peintres officiels de la Marine.
- 2008 : installe son atelier à La Gacilly.
- 2009 : invitée d'honneur du 28e Salon de Plougasnou[5].
- 2018 : exposition Sept peintres officiels de la Marine en escale à Sète, Dock Sud, Sète, aux côtés de Michèle Battut, Michel Bez, Christoff Debusschere, Marie Détrée, Jean Lemonnier et Jacques Rohaut[6].

## Expositions permanentes
- Galerie Escarpolette, 56640 Port Navalo.
- Galerie Sillage, 5 Rue de la Vieille Poissonnerie, 22500 Paimpol.
- Galerie Gloux, au port de plaisance 22 avenue du Docteur Pierre Nicolas, 29900 Concarneau.
- Galerie Les Artistes et la Mer, 9 rue de la Blatrerie (à côté de la cathédrale) 35400 Saint-Malo.
- Galerie du chat noir, 11, rue du relais postal, 56200 La Gacilly

## Œuvres sélectives

### Peintures acryliques
- Fond rouge (2005, couverture du livre Cargo, travaux et rêveries portuaires), acrylique sur toile (50 × 50 cm)
- Enfin bleu (2005, construction du remorqueur Abeille Bourbon, livre De l'Abeille à l'Abeille, la relève de l'Abeille Flandre), acrylique sur toile (50 × 65 cm)
- Dragues et panneaux (2006, livre La pêche en Bretagne), acrylique sur toile (60 × 80 cm), collection de l'artiste
- Le Vigilant, Ile-Longue (2006, livre La presqu'île de Crozon vue par les peintres officiels de la Marine), acrylique sur toile (73 × 60 cm)
- La guêpe, port de Nice (2006, livre Les Peintres Officiels de la Marine en escale à Nice), acrylique sur toile (60 × 81 cm)
- Concarneau, la ville bleue (2006, livre La Baie de Concarneau sous le pinceau des Peintres officiels de la Marine), acrylique sur toile
- Les Thermes et Saint-Malo (2009, livre Quatre peintres de la Marine, regards sur les Thermes de Saint-Malo), acrylique sur toile (diptyque, 50 × 110 cm)
- Le Minaret (2009, livre En escale à Bénodet), acrylique sur toile (80 × 65 cm)

### Terre cuite
- La nouvelle recette (2009, livre Quatre peintres de la Marine, regards sur les Thermes de Saint-Malo), terre cuite (25 × 30 × 70 cm)